# Małgorzata Kasner
Małgorzata Zdzisława Kasner (28 listopada 1965(dts)) – polska lituanistka i dyplomatka.

## Życiorys
Małgorzata Kasner w 1990 ukończyła filologię polską na Uniwersytecie Warszawskim. W lipcu 1992 otrzymała stypendium paryskiej „Kultury” dla tłumaczy literatury litewskiej. W drugiej połowie 1993 przebywała na Wydziale Filologicznym Uniwersytetu Wileńskiego, gdzie przygotowywała doktorat. W 1999 uzyskała doktorat nauk humanistycznych w zakresie literaturoznawstwa na podstawie dysertacji Juozas Adomavičius-Kekštas – osobowość twórcza pogranicza kultur (promotor: Andrzej Makowiecki).
Zawodowo związana z Instytutem Slawistyki PAN oraz Wydziałem „Artes Liberales” oraz Wydziałem Polonistyki Uniwersytetu Warszawskiego. Jej zainteresowania naukowe obejmują: kulturę pamięci miasta postkomunistycznego; pamięć i literaturę; polsko-litewskie związki kulturowe. Tłumaczyła litewską literaturę piękną, m.in. wiersze i prozę Sigitasa Birgelisa, Judity Vaičiūnaitė, Vandy Juknaitė oraz tekstów naukowych z zakresu historii, politologii, historii literatury i sztuki litewskiej.
Dwukrotnie, w latach 2000–2005 oraz 2009–2015, dyrektorka Instytutu Polskiego w Wilnie. Od 2008 do 2017 członkini Rady Fundacji Slawistycznej; od 2017 jej prezeska. Członkini redakcji „Acta Baltico-Slavica”.

## Nagrody i odznaczenia
- 2005: Nagroda Sejmu Republiki Litewskiej im. Felicji Bortkevičienė za wkład w rozwój relacji kulturalnych i dziedzictwa kulturowego z Litwą[2]
- 2015: Nagroda Ministra Kultury i Dziedzictwa Narodowego RP za wkład w rozwój relacji kulturalnych i dziedzictwa kulturowego z Litwą[2]
- 2015: Medal Ministerstwa Oświaty i Nauki Litwy za wkład w rozwój dialogu polsko-litewskiego oraz współpracę w dziedzinie oświaty i nauki[2]
- 2016: Nagroda im. Jerzego Giedroycia Forum Współpracy i Dialogu Polsko-Litewskiego im. Jerzego Giedroycia w Wilnie za wkład w rozwój i wzmacnianie współpracy polsko-litewskiej[2]